# Scombrops
Scombrops is een geslacht van straalvinnige vissen uit de familie van gnoomvissen (Scombropidae).

## Soorten
- Scombrops boops (Houttuyn, 1782)
- Scombrops gilberti (Jordan & Snyder, 1901)
- Scombrops oculatus (Poey, 1860)